# Беркун Ілля Мойсейович
Ілля Мойсейович Беркун (рос. Илья Моисеевич Беркун; 1903 Херсон — 23 листопада 1964 Москва) — радянський та український театральний актор і режисер.

## Життєпис
Народився в 1903 році в Херсоні. В 1926 році закінчив акторський факультет Одеського музично-драматичного інституту. Протягом життя працював у багатьох драматичних театрах на території України: у Одеському в 1926-1928, у Кременчуцькому в 1928-1929, у Дніпропетровському 1933-1941 роках, а також у театрі «Шахтарка Донбасу» в 1929-1933 та Одеському театрі Радянської Армії в 1941-1954. А з 1955 року Беркун здійснював разові постановки в одеських театрах.
Помер 23 листопада 1964 року в Москві. Похований на 2-му християнському кладовищі в Одесі (діл. 130).

## Театральні постановки
- 1948 — «Інтервенція» Л. І. Славіна
- 1950 — «Хто винен?» Г. Д. Мдивани, «Ніч помилок» О. Ґолдсміта
- 1951 — «Вишневий сад» А. П. Чехова, «Прага залишається моєю» Ю. А. Буряковського
- 1957 — «Куховарка» А. В. Софронова
- 1960 — «Цирк запалює вогні» Ю. С. Мілютіна
- 1961 — «Севастопольський вальс» К. Я. Лістова

## Нагороди та премії
- Заслужений артист УРСР (1954 р.);
- Сталінська премія третього ступеня (1952) — за постановку вистави «Прага залишається моєю» Ю. А. Буряковського на сцені Одеського театра[2].